# Piotr Przydział
Piotr Przydział, né le 15 mai 1974 à Sędziszów Małopolski, est un coureur cycliste polonais. Il a été champion de Pologne de la course en ligne en 2003 et du contre-la-montre en 1998 et 2001. Il a également remporté le Tour de Pologne en 2000.

## Biographie
En mai 2001, les tests sanguins effectués avant la première étape de la Course de la Paix révèlent que son niveau d'hématocrite est supérieur au taux maximal autorisé de 50%. Il est exclu de la course et est suspendu pendant deux semaines.
L'année suivante, en 2002, il gagne le général de la Course de la Paix. Lors de la quatrième étape de la course, Przydzial s'impose devant son coéquipier Ondrej Sosenka, après que les deux hommes aient attaqué à 114 km de l'arrivée, rattrapant et lâchant les échappées et terminant avec un avantage de près de trois minutes sur le troisième de l'étape. Przydzial et Sosenka ont également terminé aux deux premières places lors du dernier contre-la-montre et au classement final. Cependant, le résultat du contrôle de Przydzial  après cette quatrième étape ressort non-négatif à l'EPO. L'échantillon B étant également positif, il est privé de la victoire et des points UCI, et Sosenka récupère la victoire finale. Il est suspendu  huit mois par la fédération cycliste polonaise.

## Palmarès
- 1992
  -  Médaillé d'argent du championnat du monde du contre-la-montre par équipes juniors
- 1994
  - Małopolski Wyścig Górski
- 1998
  -  Champion de Pologne du contre-la-montre
  - Grand Prix des Foires d'Orval
  - 2e du Circuit du Pévèle
  - 3e du Prix de la Saint-Laurent
- 1999
  - 8e étape du Tour du Portugal
  - 8e étape de la Course de la Paix
  - 2e du championnat de Pologne sur route
- 2000
  - Classement général du Tour de Pologne
  - 2e du Szlakiem Grodów Piastowskich
  - 2e de la Course de la Paix
- 2001
  -  Champion de Pologne du contre-la-montre
  - Grand Prix Weltour
  - Majowy Wyścig Klasyczny - Lublin
  - 2e et 4e étapes du Małopolski Wyścig Górski
  - Classement général du Bałtyk-Karkonosze Tour
  - 3e de la Course de la Solidarité olympique
  - 3e du Małopolski Wyścig Górski
  - 3e du Tour de Pologne
- 2002
  - 4e et 10e étapes de la Course de la Paix
  - 2e du Tour du lac Majeur
- 2003
  -  Champion de Pologne sur route
- 2004
  - Szlakiem Grodów Piastowskich :
    - Classement général
    - 4e étape

  - Majowy Wyścig Klasyczny - Lublin
- 2005
  - Grand Prix Kooperativa
  - 3e du Szlakiem Grodów Piastowskich

## Résultats sur les grands tours

### Tour d'Italie
- 2003 : abandon (6e étape)

## Classements mondiaux
| Année           | 2005 |
| --------------- | ---- |
| UCI Europe Tour | 299e |